# Nikolaï Beliaev
Nikolaï Beliaev ou Belaiew, né le 9 juillet 1878 à Saint-Pétersbourg en Russie et mort le 6 novembre 1955 dans le 16e arrondissement de Paris, est un militaire et métallurgiste russe, issu d'une famille de militaires russes.

## Biographie
Nikolaï Timofeïevitch Beliaev, en alphabet cyrillique Никола́й Тимофе́евич Беля́ев, naît le 9 juillet 1878 à Saint-Pétersbourg en Russie, fils de Timothée Belaiew et de Marie Senturine. Il est issu d'une noble famille de militaires russes. Il épouse Hélène Treymann (1888-1963),.
Il entame une carrière militaire après avoir poursuivi ses études au 2e corps de cadets de Saint-Pétersbourg de 1889 à 1896, puis et être entré à l'école d'artillerie Michel (équivalent de l'École polytechnique) de 1896 à 1899. Il est lieutenant au 1er régiment de l'artillerie de la Garde, 1899, il rentre à l'Académie Michel des artilleurs, de 1902 à 1905. Il est capitaine de la Garde en 1909.
De 1910-1914, il est professeur adjoint de métallurgie et de chimie.
Lors de la Première Guerre mondiale, il est lieutenant-colonel au 55e régiment d'artillerie et en 1915, promu colonel et chargé de mission en Angleterre.
De 1918 à 1925, il est président du comité de liquidation.
Il est membre de plusieurs institutions, membre et « visitor » de la Royal Institution, membre du Conseil de la société minéralogique de Londres et de la Société archéologique, membre du Conseil de la Viking Society de Londres.
Au Touquet-Paris-Plage, il est membre correspondant de la Société académique du Touquet-Paris-Plage en 1928 et élu membre titulaire le 8 septembre 1930. Il habite Rond-Point Bugeaud dans le 16e arrondissement de Paris.
Pendant 25 ans, ses travaux se rattachent à la cristallisation des métaux, spécialement des aciers, à la détermination des orientations, définissant la structure selon Alois von Beck Widmanstätten et à la stéréotomie de la perlite.
Il meurt le 6 novembre 1955 dans le 16e arrondissement de Paris, il est inhumé au cimetière russe de Sainte-Geneviève-des-Bois,.

## Distinctions
Nikolaï Timofeïevitch Beliaev a reçu la croix de Saint-Vladimir, de Sainte-Anne et de Saint-Stanislas, la croix militaire anglaise et l'ordre du Bain.
Il reçoit également, en 1937, la médaille d'or de Bessemer, médaille décernée chaque année par l'Institut des matériaux, des minéraux et des mines.

## Publications
Nikolaï Timofeïevitch Beliaev, en plus de nombreux mémoires et communications dans les revues spécialisées, a publié :
- (en) Letter from Moscow, 1925, 269 p. (BNF 43364578).
- (en) On the Sumerian mina, its origin and probable value,, 1928, 34 p. (BNF 31787676).
- Au sujet de la valeur probable de la mine sumérienne, Paris, E. Leroux, 1929, 132 p. (BNF 31787673).
- (en) On Damascene Steel "Taban" and "Khorassan", 1929, 4 p. (BNF 43368522).
- (en) Rorik of Jutland and Rurik of the Russian Chronicles, vol. X, Viking Society for Northern Research, 1929, 31 p. (BNF 31787677).
- (en) Frisia and its relations with England and the Baltic littoral in the dark ages, Nottihgam, Thoroton Press, 1932, 28 p. (BNF 31787675).
- colonel N. T. Belaiew, colonel Allotte de La Fuÿe, R. de Mecquenem et J. M. Unvala, Archéologie, métrologie et numismatique susiennes, Paris, E. Leroux, 1934, 248 p. (BNF 31512604).
- La cristallisation des métaux : conférences de métallurgie faites à l'École royale des mines, collège impérial, sous les auspices de l'Université de Londres, Paris, 1935, 128 p. (BNF 31787674).

## Pour approfondir